# Mason Novick
Mason Novick (Chicago, Illinois, 20 de diciembre de 1974) es un productor y mánager de cine estadounidense que reside en Los Ángeles.

## Carrera
Entres sus trabajos incluyen a Red Eye (2005), Juno (2007), (500) Días de verano (2009) y Jennifer´s Body (2009). También ha actuado en funciones pequeñas en sus películas, incluyendo partes en Red eye y The Hollow.
Los proyectos actuales suyos son el Diablo Cody adaption de Sweet Valley High para la pantalla grande.

## Relación profesional con Diablo Cody
Novick Ha participado en varios proyectos con el guionista Diablo Cody, incluyendo Jennifer´s Body, y Juno, el último con el que fue nominado para el Premio de la Academia para mejor fotografía en 2008, y ganó un Premio Christopher y un Premio de Espíritu Independiente.
En 2009 Novick trabajó con Cody en una adaptación cinematográfica de Valle Dulce Alto, "Young Adult y Rock de Edades.

## Filmografía parcial
- The Hollow (2004)
- Red Eye (2006)
- Juno (2007))
- Solstice (2008)
- Insanitarium (2008)
- (500) Days of Summer (2009)
- Jennifer's Body (2009)
- Young Adult (2011)
- Paradise (2013)
- Bad Words (2014)[9]
- No Cameras Allowed (2014)
- Men, Women & Children (2014)
- Ricki and the Flash (2015)
- Hidden (2015)
- When We First Met (2018)[10]

## Premios y distinciones
Premios Óscar
| Año  | Categoría      | Película | Resultado |
| ---- | -------------- | -------- | --------- |
| 2008 | Mejor película | Juno.    | Nominado  |

En 2008, Novick ganó un Premio Christopher y un Premio de Espíritu Independiente por Juno. Estuvo nominado para el Gremio de Productores de América y Premio de Academia para Cuadro Mejor, también por Juno.